# Джордж Мартин
Сър Джордж Хенри Мартин (на английски: George Henry Martin) е английски музикален продуцент, аранжор, композитор, диригент, звукорежисьор и музикант.
Често е наричан Петият Бийтълс, включително от Пол Маккартни, заради голямото му участие във всеки албум на ливърпулската група. Мартин има 30 броя № 1 хит сингъла в ОК и 23 броя № 1 хита в САЩ.

## Биография
Учи в Училището за музикално и драматично изкуство Гилдхол от 1947 до 1950 година, където специализира пиано и обой. След завършването си работи в отдела на БиБиСи за класическа музика, а по-късно се присъединява към И Ем Ай. Мартин продуцира комедийни и новаторски записи в началото на 1950-те години, вкл. с Питър Селърс, Спайк Милиган и Бърнърд Крибинс.
Кариерата на Мартин се простира в границите на 6 десетилетия, в които се изявява в музиката, филмовото изкуство, телевизията и концертите. Има задължения на старши изпълнителен ръководител в разни медии, допринася за множество благотворителни кампании, като например „Тръста на принца“.
За своите заслуги за музикалната индустрия и популярната култура е удостоен с почетното звание „рицар-бакалавър“.